# ملکه شب (مجموعه تلویزیونی)
ملکه شب (به ترکی استانبولی Gecenin Kraliçesi)، عنوان مجموعهٔ تلویزیونی درام ساخت کشور ترکیه محصول سال ۲۰۱۶ است. از بازیگران اصلی این سریال می‌توان به مریم اوزرلی، بوراک دنیز و مراد ییلدیریم اشاره کرد.